# Bagatel·les, Op. 33 (Beethoven)
Les set Bagatel·les, Op. 33, per a piano van ser compostes per Ludwig van Beethoven el 1801-02 i publicades en 1803, per l'editor vienés Bureau des arts et d'industrie. Les set bagatel·les són molt típiques de l'estil inicial de Beethoven, i conserven moltes característiques compositives del classicisme.
1. La primera bagatel·la, que està en mi bemoll major, és potser la més coneguda de la sèrie. Està escrita en forma A–B–A. La secció comença amb la mà dreta tocant una suau melodia, i la mà esquerra acompanya amb concordes trencats. La secció B, que s'inicia amb la tonalitat de mi bemoll menor, presenta una melodia simple, que després modula a la tonalitat original amb l'escala de si bemoll major i, a continuació, a l'escala de mi bemoll major i, finalment, torna a la secció A.
2. La segona bagatel·la, en do major, és potser la segona més difícil de la sèrie. Conté escales en terceres, arpegis, i una escala contínua en la mà esquerra.
3. La tercera bagatel·la, en fa major, comença amb la mà dreta tocant la introducció i la mà esquerra fent arpegis.
4. La quarta bagatel·la, en la major, la secció central està en la menor.
5. La cinquena bagatel·la, que és potser la més difícil de la sèrie, està en la tonalitat de do major. Comença amb arpegis, una mica similar a l'Estudi Op. 10, núm. 1 de Chopin. Després de la introducció, la mà dreta i la mà esquerra toquen la melodia amb la el quart i cinquè dits. Després d'una secció en do menor reapareix al tema principal.
6. La sisena bagatel·la està en la tonalitat de re major.
7. La setena i última bagatel·la està en la bemoll major. Comença amb la mà esquerra tocant staccati, i la mà dreta interpreta la melodia.